# (796) Sarita
(796) Sarita es un asteroide perteneciente al cinturón de asteroides, descubierto el 15 de octubre de 1914 por Karl Wilhelm Reinmuth desde el Observatorio de Heidelberg-Königstuhl, Alemania.

## Designación y nombre
Designado provisionalmente como 1914 VH.

## Características orbitales
Sarita está situado a una distancia media del Sol de 2,634 ua, pudiendo alejarse hasta 3,477 ua y acercarse hasta 1,791 ua. Su excentricidad es 0,320 y la inclinación orbital 19,05 grados. Emplea 1561 días en completar una órbita alrededor del Sol.

## Características físicas
La magnitud absoluta de Sarita es 9,12. Tiene 43,58 km de diámetro y su albedo se estima en 0,209. Está asignado al tipo espectral XD según la clasificación Tholen y X según la clasificación SMASSII.

## Nombre
Su nombre "Sarita" fue puesto por el astróno platense Hugo Arturo Martínez, quien lo nombró así en honor a su entonces novia Sara Salas; puesto que Martínez fue quien calculó su óbita.